# نقدوز (قشلاق أهر)
نقدوز (بالفارسية: نقدوز) هي منطقة سكنية تقع في إيران في قسم قشلاق الریفي. يقدر عدد سكانها بـ 418 نسمة .